# Винтовка М/28
Винтовка М/28, или «Пюстюкорва», или «Шпиц» (фин. Pystykorva)  — затворная винтовка охранных отрядов Финляндии, собиравшаяся из деталей русской трёхлинейной винтовки 1891 года (комплектующие частично закупались за границей). Был заменён русский ствол и русский прицел. В винтовке был несъёмный магазин на 5 патронов.
Патрон был 7,62 × 53 мм R, то есть диаметр пули 7,62 мм, гильза длиной 53 мм с фланцем (закраиной) ограниченно совместимый с оригинальным русским 7,62 × 54 мм R.
С этой винтовкой сражался финский снайпер Симо Хяюхя.

## Конструкция
Длина винтовки 119 см, длина ствола 68,5 см и вес 4,3 кг. Задний прицел стандартный от образца 1891 года — «крысоловка», но с правого боку к дальномеру в аршинах добавлена шкала в метрах. Передний прицел — финский и его мушка прикрыта ушками, от чего происходит сленговое наименование «Шпиц» — Pystykorva
(также дословно означает — ушки вверх).
Винтовку спроектировали в данном виде в 1927 и изготовили (собрали из старых деталей и нового ствола) около 30 000 штук в 1928—1933 годах. Изготовитель — поставщик вооружений для охранного корпуса мастерская SAKO (аббревиатура).
М/28 легко отличается от М/27 по клейму охранного корпуса и разными преимуществами, например, крепление ремня к прикладу.
Данной винтовкой пользовался финский снайпер — Симо Хяюхя.
Винтовка М-28 является своеобразным этапом развития винтовок на базе системы С. И. Мосина, выпускавшейся в Финляндии. Следует понимать, что эти модификации заказывались и выпускались не в интересах финской армии, а исключительно для вооружения добровольческих формирований территориальной обороны «Шюцкор». Если смотреть общую хронологию развития этой линии винтовок Мосина, то первой будет М-27 «Лотта пярв» (по названию женской добровольческой волонтерской организации, которая собственно, и заказала выпуск этих винтовок, и оплатила заказ), второй — М/28, М/28-30 и М/39.
Следует сказать, что все модификации финских трёхлинеек для Шюцкор использовали ствольные коробки царской России, но уже первый заказ (Лотта пярв) отличался стволами. Это были стволы, заказанные в Швейцарии, под калибр 7,62 (.308) и патрон 7,62х53R. Патрон отличался от советского 7,62х54R не длиной гильзы (они были совершенно идентичны. Просто в СССР длина 53,72 мм округлялась в сторону увеличения, а в Финляндии только до целого значения). Отличия были в настоящем диаметре пули — 7,82-7,85 (.308) у финского патрона, и 7,92 у советского (.312). Использование финских патронов в советском оружии вело к снижению кучности, а советского патрона в финской винтовке — к избыточному давлению в канале ствола.
Винтовка М-28 отличалась от советской трёхлинейки следующими особенностями:
1. утяжелённый ствол (производство финских заводов «Tikka», «Sako», VKT. Хотя в первых моделях ещё встречались швейцарские стволы);
2. утяжелённая ложа, переработанная с русских трёхлинеек;
3. шаг ствольных нарезов составлял не 10 дюймов, а 9,5 дюймов;
4. внешняя геометрия ствола сильно отличалась от советского — он больше похож на маузеровский вариант «ступенчатого» типа;
5. прицельная планка обр. 1910 г., со сменной пластиной прорези целика.
6. крепление прицельной планки осуществлялось не на фрезерованную платформу типа «ласточкин хвост», а по типу Маузера М-98 — на трубчатую муфту со смонтированной постелью, которая сажалась на оловянный припой. Точно так же на припой с фиксацией винтом сажалось и основание мушки. Это значительно упрощало технологию монтажа ствола и ствольной коробки;
7. отсутствие ложевых пружин, фиксирующих ложевые кольца;
8. Переднее ложевое кольцо разборное, с приливом снизу под штык;
9. мушка со стойкой мушки, имела «ушки» и внешне напоминала мушку маузера М-98а;
10. резьба на конце шомпола была не метрическая, как в СССР, а дюймовая;
11. Штык клинкового типа с двумя точками крепления — ложевое (в прилив на переднем ложевом кольце), и надульное (в отверстие в гарде под дульную часть ствола). Позже появился ножевидный штык;
12. крепление ремня не через прорези в ложе, а с помощью антабок. Были варианты с явным подражанием системе Маузер М-98, с креплением через прорезь в прикладе.

- В целом винтовка получалась тяжелее, но, учитывая, что оружие предназначалось не для глубоких рейдов, а для засад, вес был приемлем, а утолщенный ствол позволял вести более интенсивный огонь без особого риска перегрева ствола.

Были небольшие партии винтовок М-28 для кавалерии, с длиной ствола 615 мм, и стеблем затвора загнутым вниз.
В 1944 г. значительная часть винтовок Шюцкор была передана регулярной финской армии. Отличием таких винтовок М28, М28-30 и М39 является клеймо SA в прямоугольнике (Suomien Armeja — финская армия).
Финская винтовка Мосина представляет собой ограниченно совместимый с русским оригиналом образец. Финнами был принят оригинальный кинжальный штык вместо игольчатого, винтовка пристреляна без него. Точка крепления штыка — ложа, а не ствол. Модернизирован ударно-спусковой механизм — он получил так называемое «предупреждение». Ложа винтовки получила «пистолетный» упор. Увеличена толщина стенок ствола, что положительно сказывается на точности стрельбы. Система допусков — разная. Стволы винтовок Финляндия заказывала за границей, поэтому практически имелось 3 калибра. Калибры отмечались латинскими буквами — А, В, С (калибр трофейных винтовок 1891/30 года обозначался четвёртой буквой — D). В полной мере это оценили московские ополченцы, отметив, «что стрелять финскими патронами из винтовок возможно, из пулеметов — нет». Основной производитель — компания Тиккакоски - швейные машины, также SAKO, VPT, AV-1.

## Варианты и модификации
- М/28-30 («Пистикорва» — «лайка», или дословный перевод с финского — «уши вверх») — модификация c новой прицельной планкой.
- М/39 Ukko-Pekka